# موش زمستان‌خواب درختی
موش زمستان‌خواب درختی یا  سنجابک درختی (نام علمی: Dryomys nitedula) نام یک گونه از تیره موش زمستان‌خواب است.